# Сусень (Алба)
Сусень, Сусені (рум. Suseni) — село у повіті Алба в Румунії. Адміністративно підпорядковане місту Златна.
Село розташоване на відстані 289 км на північний захід від Бухареста, 26 км на захід від Алба-Юлії, 80 км на південь від Клуж-Напоки.

## Населення
За даними перепису населення 2002 року у селі проживали 158 осіб, з них 154 особи (97,5%) румунів. Усі жителі села рідною мовою назвали румунську.